# Sônia Clara
Sônia Clara Levi (Rio de Janeiro, 2 de junho de 1947) é uma atriz brasileira.

## Biografia
Carioca de nascimento, nasceu em 2 de junho de 1949.

### Carreira
Foi bailarina do Theatro Municipal do Rio de Janeiro e depois do segundo convite para atuar como atriz, estreou na peça de "Mary, Mary", em 1965. No mesmo ano, estreou no cinema, no papel de Diadorim, em Grande Sertão. Em 1966, estreou na televisão, na novela da Rede Globo O Rei dos Ciganos.
Nas décadas seguintes, atuou em Irmãos Coragem, Coração Alado e Sétimo Sentido, estas duas novelas de autora Janete Clair, ou em Guerra dos Sexos como a ardilosa Veruska, de Silvio de Abreu, entre outros trabalhos no teatro, cinema e televisão.

## Filmografia

### Televisão
| Ano  | Título                           | Personagem       | Notas                           | Emissora          |
| ---- | -------------------------------- | ---------------- | ------------------------------- | ----------------- |
| 1966 | O Rei dos Ciganos                | Wanda            |                                 | Rede Globo        |
| 1970 | Irmãos Coragem                   | Glória           |                                 | Rede Globo        |
| 1971 | Bandeira 2                       | Leda             |                                 | Rede Globo        |
| 1972 | Selva de Pedra                   | Sonia            |                                 | Rede Globo        |
| 1972 | Caso Especial                    | Mariana          | Episódio: "Tartufo, o Impostor" | Rede Globo        |
| 1980 | Coração Alado                    | Luciana Ravel    |                                 | Rede Globo        |
| 1982 | Sétimo Sentido                   | Diana Borges     |                                 | Rede Globo        |
| 1983 | Guerra dos Sexos                 | Veruska          |                                 | Rede Globo        |
| 1984 | Santa Marta Fabril S.A.          | Júlia            |                                 | Rede Manchete     |
| 1984 | Marquesa de Santos               | Ana Steinhaussem |                                 | Rede Manchete     |
| 1985 | Ti Ti Ti                         | Maria Valéria    |                                 | Rede Globo        |
| 1986 | Novo Amor                        | Betty            |                                 | Rede Manchete     |
| 1987 | Carmem                           | Paula            |                                 | Rede Manchete     |
| 1988 | Olho por Olho                    | Leonor           |                                 | Rede Manchete     |
| 1990 | Meu Bem, Meu Mal                 | Angelina         |                                 | Rede Globo        |
| 1992 | Anos Rebeldes                    | Glória           |                                 | Rede Globo        |
| 1992 | Tele Tema                        | A Bandida        | Episódio: "Do Arco da Velha"    | Rede Globo        |
| 1996 | Você Decide                      | —                | Episódio: "Pai de Aluguel"      | Rede Globo        |
| 1996 | Perdidos de Amor                 | Eleonora         |                                 | Rede Bandeirantes |
| 1998 | Serras Azuis                     | Avané            |                                 | Rede Bandeirantes |
| 2002 | O Clone                          | Terapeuta de Mel | Participação                    | Rede Globo        |
| 2005 | América                          | Hilda Goulart    | Episódio: "4 de novembro"       | Rede Globo        |
| 2005 | Prova de Amor                    | Carla Santoro    | Participação                    | RecordTV          |
| 2006 | Cobras & Lagartos                | Socialite        | Participação                    | Rede Globo        |
| 2008 | Os Mutantes: Caminhos do Coração | Diana            |                                 | RecordTV          |

### Cinema
| Ano  | Título                               | Personagem        |
| ---- | ------------------------------------ | ----------------- |
| 1965 | Grande Sertão                        | Diadorim          |
| 1966 | As Cariocas                          |                   |
| 1966 | Nudista à Força                      |                   |
| 1966 | O Corpo Ardente                      |                   |
| 1967 | Terra em Transe                      | Mulher da orgia   |
| 1968 | As Três Mulheres de Casanova         | Anete             |
| 1969 | Incrível, Fantástico, Extraordinário | Mulher da Estrada |
| 1972 | Viver de Morrer                      | Estela            |
| 1972 | Cassy Jones, o Magnífico Sedutor     | Ingrid            |
| 1972 | Som, Amor e Curtição                 | Amanda            |
| 1974 | A Viúva Virgem                       | Janete            |
| 1987 | Eu                                   | Ada               |
| 1990 | Uma Escola Atrapalhada               | Ingrid            |
| 2003 | Meu Pai                              | Maria H. Galeano  |
| 2013 | Histórias Íntimas                    | Mãe               |
| 2019 | Cinéfilo                             | Mãe               |
| 2023 | Quase Alguém                         | [ 8 ]             |

## Teatro[9]
- 1963 — Mary, Mary
- 1964/1965 — Vamos Brincar de Amor em Cabo Frio
- 1966 — Frenesi
- 1966 — Quem Sabe Samba
- 1972 — Costinha, o Manso
- 1972 — Independência ou Morte
- 1981 — Viva Sapata
- 2000 — A Vida Impressa em Dólares
- 2015 — Nine: Um Musical Felliniano